# 베델 (슐레스비히홀슈타인주)

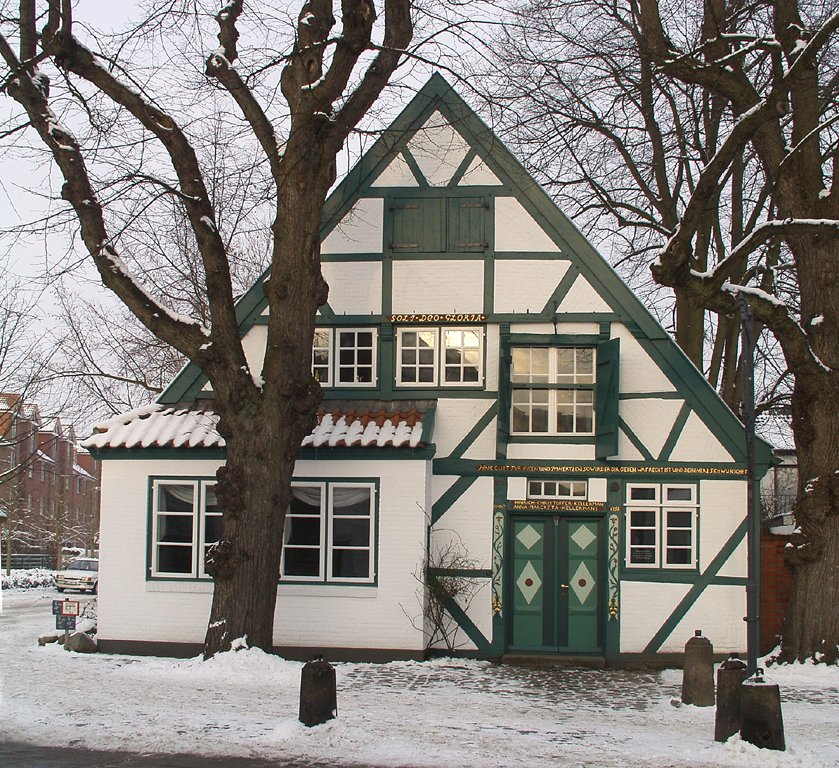
베델

베델(독일어: Wedel)은 독일 슐레스비히홀슈타인주에 위치한 도시로 면적은 33.82km2, 높이는 8m, 인구는 32,890명(2015년 12월 31일 기준), 인구 밀도는 970명/km2이다. 엘베강 우안과 접하며 엘름스호른에서 남쪽으로 약 20km, 함부르크에서 서쪽으로 약 17km 정도 떨어진 곳에 위치한다.

시 문장